# Tiếng Anh tiêu chuẩn
Tiếng Anh tiêu chuẩn (tiếng Anh: Standard English, viết tắt là SE) đề cập đến việc sử dụng tiếng Anh ở Vương quốc Anh và tiếng Anh được coi là một tiêu chuẩn quốc gia, được xác định là có ngôn ngữ tiêu chuẩn tình trạng tiếng Anh. Nó bao gồm ngữ pháp, từ vựng, bính âm và phát âm. Ở Anh, phát âm được công nhận được coi là tiếng Anh chuẩn, ở Scotland, đó là tiếng Anh Scotland. Ở Hoa Kỳ, nó có nghĩa là tiếng Anh Mỹ nói chung. Ở Úc, đó là tiếng Anh Úc. Không giống như các ngôn ngữ tiêu chuẩn khác, tiếng Anh chuẩn không có tiêu chuẩn chính thức thống nhất hoặc tiêu chuẩn trung tâm, nhưng là một sản phẩm của quy ước.